# El Relámpago
El Relámpago är en ort i Mexiko.   Den ligger i kommunen Mazatlán Villa de Flores och delstaten Oaxaca, i den sydöstra delen av landet, 280 km sydost om huvudstaden Mexico City. El Relámpago ligger 979 meter över havet och antalet invånare är 239.
Terrängen runt El Relámpago är bergig. Runt El Relámpago är det ganska tätbefolkat, med 52 invånare per kvadratkilometer. Närmaste större samhälle är Huautla de Jiménez, 14,2 km nordost om El Relámpago. I omgivningarna runt El Relámpago växer huvudsakligen savannskog.